# Рижский университет имени Страдыня
Рижский университет имени Стра́дыня (латыш. Rīgas Stradiņa universitāte), сокращённо РСУ (RSU) — высшее учебное заведение в Риге. Носит имя выдающегося латвийского хирурга, академика АН Латвийской ССР Паулса Страдыньша.
Был основан в 1950 году на основе медицинского факультета Латвийского университета. Основателями Рижского медицинского института были Павел Страдыньш, первый директор РМИ Эрнест Буртниекс и министр Адольф Краусс.
Изначально в РМИ было только 2 факультета — лечебный и стоматологический. В 1951 году был открыт также фармацевтический факультет. На факультетах действовало 45 кафедр.
В настоящее время в структуре университета — 9 факультетов, докторантура, отделение иностранных студентов, филиал в Лиепае и Медицинский колледж Красного Креста.

## Названия
Прежние названия:
- до 1998 года — Латвийская медицинская академия
- до 1990 года — Рижский медицинский институт

## История
Рижский медицинский институт открыл свои двери 1 сентября 1950 года на бульваре Падомью (ныне бульвар Мейеровица), 12 — в здании, подаренном меценатом Кристапом Морбергом Латвийскому университету. Институт был создан на базе Медицинского факультета Латвийского государственного университета, преемника соответствующего довоенного факультета Латвийского университета.
Профессор Паул (Павел Иванович) Страдыньш (1896—1958) — один из двух профессоров медицины, оставшихся на родине после Второй мировой войны — был деканом Медицинского факультета и заложил основу ценностей медицинского образования, преемственность научных и лечебных традиций, а затем участвовал и в создании и развитии Медицинского института. Его первым директором был профессор Эрнест Буртниекс.
Первоначально в учебном заведении были лечебный, стоматологический и фармацевтический факультеты, академическая работа была организована на 45 кафедрах. Постепенно к работе вуза подключились почти все действовавшие в Риге и её окрестностях больницы.
30 декабря 1969 года в новое здание Стоматологической поликлиники на ул. Дзирциема, 20, переехал стоматологический факультет, а 30 сентября 1987 года открылось и вновь построенное главное здание института на ул. Дзирциема, 16, площадью 16 тыс. кв.м. Постепенно в нём было оборудовано более тысячи кабинетов, лабораторий, учебных аудиторий.
В 1990 году Рижский Медицинский институт переименован в Латвийскую Медицинскую академию (Academia Medicinae Latviensis). С 26 июня 1990 года Учёный совет присваивает степень Почётного доктора (Doctor honoris causa) за выдающиеся достижения в науке и вклад в развитие медицины в Латвии и вузе. Первым почётным доктором университета стал профессор Армин Андрэ (Германия), директор стоматологической секции Ростокского университета, руководитель клиники челюстно-лицевой хирургии, в течение более чем 10 лет сотрудничавший с Рижским Медицинским институтом.
С 1990 года университет ведёт приём иностранных студентов, которые обучаются на английском языке, и по их числу стал самым крупным вузом в Латвии. В 2010-е годы здесь каждый пятый студент — иностранец, а по количеству студентов университет удерживает третье место в Латвии.
В 1998 году Конституционное собрание вуза приняло новое название — Рижский университет имени П. Страдыня (Rīgas Stradiņa universitāte), поскольку за неполные 10 лет работы превратилась в вуз университетского типа, готовивший не только врачей, но и реабилитологов, специалистов общественного здоровья и социальных наук. В 2002 году Сейм Латвии принял Конституцию университета им. Страдыня (likums par RSU Satversmi).
В 2009 году на ул. Дзирциема открыла двери Аула Рижского университета им. Страдыня — главное церемониальное помещение, символизирующее создание независимого и полноценного учебно-научного заведения.
РСУ — единственный университет в Латвии, традиционно тесно интегрированный в систему здравоохранения.
В данный момент на 9 факультетах вуза преподаются бакалаврские, магистерские, докторские, профессиональные программы и программы повышения квалификации.

## Ректоры
- Эрнест Буртнек (1950—1958)
- Василий Калберг (1958—1963)
- Владислав Корзан (1963—1992)
- Янис Ветра (1992—2007)
- Янис Гардовскис (2007—2017)
- Айгарс Петерсонс (с 2017)[4]

## Академический персонал
В Рижском университете им. Страдыня работает более 1200 преподавателей, которые, как правило, сочетают учебную работу с практикой в больницах страны.
В историю вуза вписаны десятки имен выдающихся учёных и клиницистов, педагогов и основателей научных направлений.
- Аншелевич Юлий Вульфович (23.01.1931 — 22.08.2004) — академик Латвийской академии наук, кардиолог, хабилитированный доктор медицины, профессор[5].
- Блюгер Анатолий Фёдорович (08.07.1926 —21.07.2007) — академик Латвийской академии наук, профессор, выдающийся врач — клиницист, ученый и педагог, более 30 лет проректор по науке Рижского Медицинского института[6].
- Лея Юрис Янович (латыш. Juris Leja; р. 09.08.1938) — профессор, заведующий кафедрой патологической физиологии, один из основоположников внутрижелудочной pH-метрии в СССР[7].
- Уткин, Владимир Валентинович (1932—1994) — латвийский хирург, доктор медицинских наук, профессор Рижского медицинского института, член-корреспондент Академии наук Латвийской ССР[8].
- Шмидт Александр Александрович (08.07.1926 — 21.07.2007) — член-корреспондент Академии медицинских наук СССР, биохимик, автор работ по парэнтеральному питанию.

## Международное сотрудничество
RSU сотрудничает с более чем 80-ю университетами в разных странах мира, поэтому широко практикует обмен преподавателями и студентами, в том числе по европейской программе ERASMUS.
Раз в 4 года университет в сотрудничестве с Латвийским обществом врачей организует Латвийский конгресс врачей, на который съезжаются профессионалы из десятков стран мира. Первые три конгресса прошли до Второй мировой войны, а затем по инициативе американского ортопеда Бертрама Зариньша, профессора Кристапа Кегги и академика Виктора Калнберза эта традиция была возобновлена в 1989 году.

## Выдающиеся выпускники
- Виксна, Людмила Михайловна — латвийский инфектолог, академик Латвийской Академии наук.
- Затлерс, Валдис — президент Латвийской Республики (2007—2011), хирург, директор НИИ травматологии и ортопедии.
- Калнберз, Виктор Константинович — академик Латвийской Академии наук, основатель научно-практической школы эндопротезирования тазобедренного и коленного суставов.
- Канеп, Вильгельм Вильгельмович — министр здравоохранения Латвийской ССР  (1962—1986).
- Квепс, Янис — врач хоккейного клуба «Динамо» (Рига) и национальной сборной Латвии по хоккею с шайбой.
- Минкович, Барух —   лауреат «Лучший в профессии» адвокат Израиля.
- Розенталь, Рафаил Леонович — академик Латвийской Академии наук, основатель Латвийского центра трансплантации почек.
- Эрглис, Андрей  — кардиолог, академик Латвийской Академии наук.